# Пёрышкин, Александр Васильевич
Алекса́ндр Васи́льевич Пёрышкин (21 августа [3 сентября] 1902, село Деревенское — 21 мая 1983, Москва) — советский учёный-физик, педагог, кандидат педагогических наук, профессор, член-корреспондент Академии педагогических наук РСФСР (1950 г.), член-корреспондент Академии педагогических наук СССР (1968 г.), лауреат Государственной премии СССР (1978 г.), кавалер орденов Ленина и Октябрьской революции, писатель-составитель учебников по физике. Учебники издавались как им самим, так и в соавторстве.

## Биография

### Детство и юность
Александр Васильевич Пёрышкин родился 3 сентября 1902 года в селе Деревенском Спасского уезда Рязанской губернии, в семье крестьянина. В 1906 году семья переехала в Усть-Нарву. Здесь прошли детство и ранняя юность Александра Васильевича. В начальную школу он поступил в шесть лет и окончил её за три года. Затем четыре года учился в народном училище, а по окончании — в Нарвском реальном училище. В 1916 году был вынужден уехать в Петроград на заработки, так как отца призвали в армию. В 1917 году Александр Васильевич стал работать чертежником на одном из петроградских заводов и заочно учиться. В 1918 году Пёрышкин самостоятельно подготовился к экзаменам за среднюю школу, успешно сдал их и возвратился на родину. С июня 1918 года по сентябрь 1919 года проживал в родном селе Деревенском, работая в военкомате переводчиком.

### Учёба в институте
Осенью 1919 года Пёрышкин поступил учиться на физико-математический факультет Рязанского института народного образования (позднее преобразованного в Рязанский педагогический институт) и в 1922 году окончил физический факультет Рязанского университета. Во время учёбы в вузе он подрабатывал на кафедре физики в должности лаборанта. В эти годы у него зародился интерес к физике и её преподаванию в школе.
По окончании института получил звание преподавателя математики и физики (позднее — звание учителя средней школы).

### Учёба и работа в Москве
В 1922 году А. В. Пёрышкин переехал в Москву, начал работать в опытно-показательной школе-коммуне имени Пантелеймона Николаевича Лепешинского при Народном комиссариате просвещения РСФСР преподавателем физики, математики и труда. В этом же году поступил на физическое отделение физико-математического факультета Московского государственного университета. Успешно окончил университет и приступил к научной работе в лаборатории профессора В. К. Аркадьева, ученика знаменитого русского физика П. Н. Лебедева. Но оставляет научную лабораторию — любовь к школе оказалась сильнее. Александр Васильевич преподавал в Московской школе № 10 и в школе № 110.

### Научно-педагогическая деятельность
В 1931 году А. В. Пёрышкину поручили организацию физико-математического факультета вечернего городского педагогического института (в будущем МГПИ имени В. П. Потёмкина). Он был первым деканом факультета и первым заведующим кафедрой физики этого института.
В 1933 году вечерний институт преобразован в дневной с вечерним отделением. Пёрышкин работал в нём вплоть до закрытия института 27 октября 1941 года. С октября 1941 по 1945 год работал в Московском горном институте (сегодня – Горный институт НИТУ «МИСиС») заведующим кафедрой физики. С этим институтом уезжал в эвакуацию в Караганду. В 1943 году пединститут имени В. П. Потёмкина вновь открывают, и Пёрышкин возвращается в родные стены, работая сначала в должности доцента, а потом деканом физико-математического факультета (1945—1947 гг.) и заведующим созданной им кафедры методики преподавания физики. Преподавал в Московском педагогическом институте имени В. И. Ленина (МГПИ) на физико-математическом, а после слияния двух московских педагогических институтов — МГПИ им. В. И. Ленина и МГПИ имени В. П. Потёмкина в 1960 году на физическом факультете МГПИ. Александр Васильевич Пёрышкин был деканом физического факультета и заведующим кафедрой методики преподавания физики, которой и руководил до 1975 года.

### Создание учебников

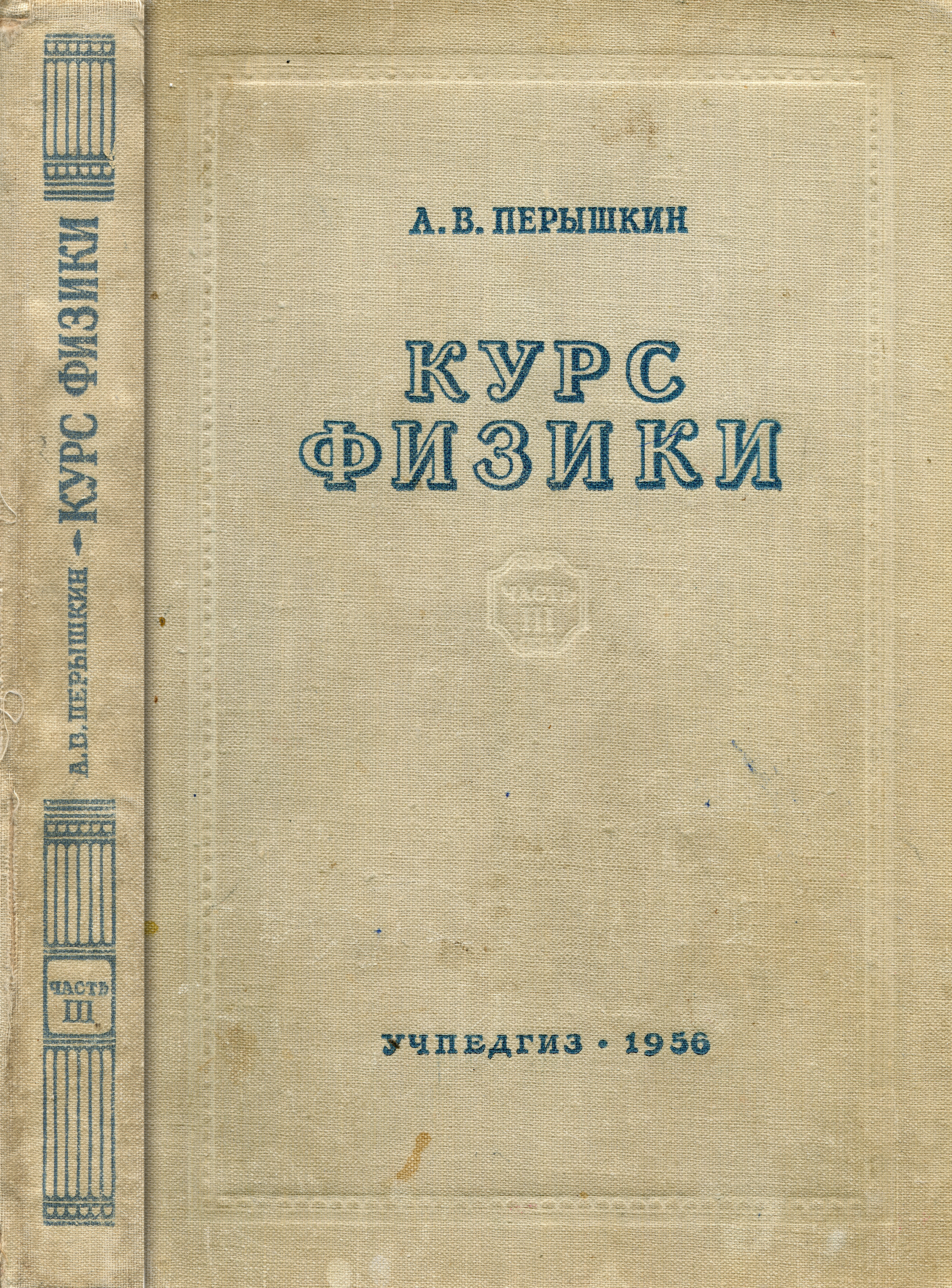
Пёрышкин, Александр Васильевич. Курс физики. Часть 3, УЧПЕДГИЗ 1956

Пёрышкин стал автором первого стабильного учебника физики для школы, созданного в 30-х годах прошлого века. Все поколения советских школьников учились «по-Пёрышкину» — по книгам, написанным им лично или в соавторстве. Учебники Пёрышкина издаются и в XXI веке. По новому стандарту ФГОС было принято решение продолжить выпуск учебников Пёрышкина, ибо комиссия ФГОСа посчитала его незаменимым автором школьных учебников по физике с многочисленными дополнениями — были введены ряд ссылок на интернет-сайты по физике и ещё ряд дополнительных сведений.
"Всю жизнь учебники писал, 
По ним, сказать не побоюсь, 

Училась физике вся Русь." 
 Профессор Н.Н. Малов
Учебники для 6-го и 7-го классов выдержали 24 издания. С 1959 года в связи с изменением программы был введён новый стабильный учебник для этих классов — А. В. Пёрышкина, В. В. Крауклиса, Е. Я. Минченкова, Г. К. Карпинского — который использовался до 1968—1969 гг. В связи с реформой средней школы и введением новых программ по физике в 60-70 гг. XX века потребовалось создать принципиально новые школьные учебники, отвечающие требованиям современной науки и методики обучения. Таковыми явились сначала учебные пособия, а потом стабильные учебники А. В. Пёрышкина в соавторстве с учителем Н. А. Родиной.
Пёрышкин активно участвовал в различных комиссиях, разрабатывающих учебные планы и программы для средней школы, профессионально-технических училищ и педагогических институтов.

## Награды
Научно-педагогическая деятельность Пёрышкина получила высокую оценку. В 1950 г. он был избран членом-корреспондентом Академии педагогических наук РСФСР, в 1968 году — членом-корреспондентом АПН СССР. Был награждён орденом Ленина (1949), орденами Октябрьской Революции и «Знак Почёта», медалями К. Д. Ушинского, А. С. Макаренко и др., а также значками «Отличник профтехобразования» и «Отличник просвещения».
В 1978 году А. В. Пёрышкину и Н. А. Родиной была присуждена Государственная премия СССР с формулировкой "За учебники для 6-го класса «Физика» (9-е издание) и для 7-го класса (8-е издание), опубликованные в 1976 году.

## Память
- Именем А. В. Пёрышкина названа улица в селе Деревенском Спасского района Рязанской области.
- Имя А. В. Пёрышкина присвоено кафедре теории и методики обучения физике Московского педагогического государственного университета.
- Физико-математическим факультетом Рязанского государственного университета имени С. А. Есенина проводится олимпиада по физике, посвящённая памяти профессора А. В. Пёрышкина.
- Издание учебников по физике за 2002 год было посвящено 100-летию со дня рождения А. В. Пёрышкина.